# بازی‌های پان امریکن ۲۰۰۷
بازی‌های پان امریکن ۲۰۰۷ (انگلیسی: 2007 Pan American Games) پانزدهمین دوره بازی‌های پان امریکن است که از ۱۳ تا ۲۹ ژوئیه ۲۰۰۷ در ریو دو ژانیرو، برزیل با حضور ۵٬۶۳۳ ورزشکار برگزار شده‌است.

## جدول مدال‌ها
*   کشور میزبان ( برزیل)
| رتبه           | NOC                  | طلا | نقره | برنز | مجموع |
| -------------- | -------------------- | --- | ---- | ---- | ----- |
| ۱              | ایالات متحده آمریکا  | ۹۷  | ۸۸   | ۵۲   | ۲۳۷   |
| ۲              | کوبا                 | ۵۹  | ۳۵   | ۴۱   | ۱۳۵   |
| ۳              | برزیل*               | ۵۲  | ۴۰   | ۶۵   | ۱۵۷   |
| ۴              | کانادا               | ۳۹  | ۴۴   | ۵۵   | ۱۳۸   |
| ۵              | مکزیک                | ۱۸  | ۲۴   | ۳۱   | ۷۳    |
| ۶              | کلمبیا               | ۱۴  | ۲۰   | ۱۳   | ۴۷    |
| ۷              | ونزوئلا              | ۱۲  | ۲۳   | ۳۵   | ۷۰    |
| ۸              | آرژانتین             | ۱۱  | ۱۶   | ۳۳   | ۶۰    |
| ۹              | جمهوری دومینیکن      | ۶   | ۶    | ۱۷   | ۲۹    |
| ۱۰             | شیلی                 | ۶   | ۵    | ۹    | ۲۰    |
| ۱۱             | اکوادور              | ۵   | ۴    | ۱۰   | ۱۹    |
| ۱۲             | پورتوریکو            | ۳   | ۶    | ۱۲   | ۲۱    |
| ۱۳             | جامائیکا             | ۳   | ۵    | ۱    | ۹     |
| ۱۴             | گواتمالا             | ۲   | ۳    | ۲    | ۷     |
| ۱۵             | باهاما               | ۲   | ۲    | ۳    | ۷     |
| ۱۶             | السالوادور[a]        | ۱   | ۳    | ۶    | ۱۰    |
| ۱۷             | پاناما               | ۱   | ۱    | ۰    | ۲     |
| ۱۸             | آنتیگوا و باربودا[a] | ۱   | ۰    | ۲    | ۳     |
| ۱۹             | آنتیل هلند           | ۱   | ۰    | ۱    | ۲     |
| ۲۰             | پرو                  | ۰   | ۴    | ۸    | ۱۲    |
| ۲۱             | ترینیداد و توباگو    | ۰   | ۱    | ۳    | ۴     |
| ۲۲             | اروگوئه              | ۰   | ۱    | ۲    | ۳     |
| ۲۳             | جزایر کیمن           | ۰   | ۱    | ۰    | ۱     |
| ۲۴             | نیکاراگوئه           | ۰   | ۰    | ۲    | ۲     |
| ۲۵             | باربادوس             | ۰   | ۰    | ۱    | ۱     |
| ۲۵             | دومینیکا             | ۰   | ۰    | ۱    | ۱     |
| ۲۵             | سنت لوسیا            | ۰   | ۰    | ۱    | ۱     |
| ۲۵             | هائیتی               | ۰   | ۰    | ۱    | ۱     |
| ۲۵             | هنگ کنگ              | ۰   | ۰    | ۱    | ۱     |
| ۲۵             | پاراگوئه             | ۰   | ۰    | ۱    | ۱     |
| ۲۵             | گرنادا               | ۰   | ۰    | ۱    | ۱     |
| ۲۵             | گویان                | ۰   | ۰    | ۱    | ۱     |
| مجموع (۳۲ NOC) | مجموع (۳۲ NOC)       | ۳۳۳ | ۳۳۲  | ۴۱۱  | ۱۰۷۶  |

## ورزش‌ها
- ورزش‌های آبی
  -  شیرجه (8) (جزئیات)
  -  شنا (34) (جزئیات)
  -  شنای موزون (2) (جزئیات)
  -  واترپلو (2) (جزئیات)
- تیراندازی با کمان (4) (جزئیات)
- دو و میدانی (47) (جزئیات)
- بدمینتون (5) (جزئیات)
- بیسبال (1) (جزئیات)
- بسکتبال (2) (جزئیات)
- بولینگ (4) (جزئیات)
- بوکس (11) (جزئیات)
- قایق‌رانی (جزئیات)
  - قایقرانی سرعت (12)
- ورزش دوچرخه‌سواری (جزئیات)
  - دوچرخه‌سواری بی‌ام‌اکس (2)
  - دوچرخه‌سواری کوهستان (2)
  - دوچرخه‌سواری جاده (4)
  - دوچرخه‌سواری پیست (10)
- سوارکاری (جزئیات)
  - درساژ (2)
  - اونتینگ (2)
  - پرش با اسب (2)
- شمشیربازی (10) (جزئیات)
- هاکی روی چمن (2) (جزئیات)
- فوتبال (2)   (men, women)
- فوتسال (1) (جزئیات)
- ژیمناستیک (جزئیات)
  - ژیمناستیک هنری (14)
  - ژیمناستیک ریتمیک (8)
  - ترامپولین (2)
- هندبال (2) (جزئیات)
- جودو (14) (جزئیات)
- کاراته (9) (جزئیات)
- پنج‌گانه مدرن (2) (جزئیات)
- اسکیت (6) (جزئیات)
- روئینگ (13) (جزئیات)
- قایقرانی بادبانی (9) (جزئیات)
- تیراندازی (15) (جزئیات)
- سافت‌بال (1) (جزئیات)
- اسکواش (4) (جزئیات)
- تنیس روی میز (4) (جزئیات)
- تکواندو (8) (جزئیات)
- تنیس (4) (جزئیات)
- ورزش سه‌گانه (2) (جزئیات)
- والیبال (جزئیات)
  - والیبال (2)
  - والیبال ساحلی (2)
- اسکی روی آب (7) (جزئیات)
- وزنه‌برداری (15) (جزئیات)
- کشتی (جزئیات)
  - کشتی آزاد (11)
  - کشتی فرنگی (7)